# Гуджил, Салах
Салах Гуджиль (арабский: صالح قوجيل; родился 14 января 1931 года) — алжирский политик, член Секретариата Исполнительного комитета Фронта национального освобождения (ФНО).Он принимал участие в войне за независимость Алжира. Гуджил занимал пост министра транспорта и рыболовства в различных кабинетах ФНО.

## Биография
Салах Гуджил родился 14 января 1931 года в Батне.
Во время войны за независимость Алжира он был командующим пограничной армией. Он находится в Тунисе во время режима прекращения огня, предусмотренного Эвианскими соглашениями.
В контексте заговора Ламури его обвиняют в «активном соучастии в подготовке заговора против революции». 28 февраля 1959 года военный трибунал под председательством Хуари Бумедьена, которому помогали Али Меджели и два судьи, Каид Ахмед и Слиман Дехилес, вынес против него «кассационную жалобу на его звание и приговорил к одному году тюремного заключения».
Салах Гуджил стал членом центрального комитета Фронта национального освобождения (ФНО) в июне 1962 года, генеральным инспектором партии в 1964 году, главой дайры в 1965 году. Он был комиссаром FLN с 1967 по 1971 год в Аннабе, затем в Сетифе с 1971 по 1978 год.
С 1979 по 1986 год он был министром транспорта и рыболовства при президенте Шадли Бенджедиде.
Он поддерживал кандид-туре Мулуда Хамруша на президентских выборах 1999 года, а затем Али Бенфлиса на президентских выборах 2004 года.
На парламентских выборах 2007 года он был избран депутатом от Сетифа.
В январе 2013 года он был назначен сенатором. Он был переизбран в январе 2019 года.
9 апреля 2019 года, после назначения Абделькадера Бенсалы главой государства, он стал исполняющим обязанности президента Совета нации. Он является его конституционным преемником на посту главы государства в случае, если последнему придется покинуть свой пост, и представляет последнего во время нескольких зарубежных поездок.
В то время как новый президент должен был быть избран в течение 15 дней после начала временного правления Абделькадера Бенсалы, Салах Гуджил продолжает исполнять обязанности. Не желая возвращаться к своим прежним обязанностям по истечении срока его полномочий на посту президента Республики, Бенсалах ушел в отставку с поста председателя Совета нации 4 января 2020 года, а Салах Гуджил продолжил исполнять обязанности главы верхней палаты парламента. Однако он намеревался сохранить свой пост, отказавшись проводить новые выборы. В декабре 2020 года он заявил, что «существуют заговоры как из Европы, так и за ее пределами, направленные на стабильность Алжира, и мы даже знаем, кто за этим стоит», не вдаваясь в определение тех, кого он обвиняет.
21 февраля 2021 года бюро Национального совета выдвинуло Салаха Гуджила единым кандидатом на пост президента. 24 февраля ему исполнилось 90 лет. Это событие вызвало гнев протестующих в Хираке, причем некоторые протестующие зашли так далеко, что скандировали: «Гуджил в доме престарелых»; настаивая на том, что Гуджил не достиг совершеннолетия, они осуждают переподготовку бывших деятелей режима.
Затем он был переизбран 24 февраля 2022 года на трехлетний срок.